# Mis sentimientos erróneos
Mis sentimientos erróneos es el tercer libro de Silvia Olmedo. Apoyada en una extraordinaria investigación académica, la doctora en psicología escribió un libro valiente, sincero y lleno de alternativas para transformar tu vida. Con un lenguaje dinámico y sencillo, explora los sentimientos más profundos del ser humano que lo llevan a la desilusión, el pesimismo, la depresión o la angustia, para mostrar el camino de la recuperación. En  entrevista con Publimetro la autora lo describió así: "En el libro hago un viaje y análisis de los distintos tipos de autoestima, para que identifiques cuál tienes baja; hablo de la ansiedad y cómo se empata en toda nuestra realidad, pues nos enferma física y emocionalmente, nos hace reaccionar de una manera desproporcionada ante eventos, nuestra percepción del dolor aumenta también. También me refiero a los duelos llevados erróneamente." 

## Antecedentes
Después del éxito obtenido con sus dos primeros trabajos, Pregúntale a Silvia y Los misterios del amor y el sexo, superventas ambos, la también presentadora de televisión ha escrito su libro más personal, con el que nos conduce por el camino de la reflexión y el autoconocimiento para lograr la plenitud y la felicidad.

## Publicación
Silvia tardó más de dos años en escribir este libro que fue publicado en noviembre de 2014 con 20 mil ejemplares. En diciembre apareció la primera reimpresión con otros 10 mil ejemplares y en enero de 2015 se lanzó una segunda reimpresión con 8 mil ejemplares más. A los 6 meses de su publicación ya llevaba 50,000 copias y se estima que hay otras 30,000 en el mercado pirata impreso.

## Recepción
Mis sentimientos erróneos fue presentado con mucho éxito en la Feria Internacional del Libro de Guadalajara y se convirtió rápidamente en un superventas. Ha recibido críticas positivas de publicaciones como Publimetro, Estilo  DF y revista Q, además de haber sido reseñado por Noticieros Televisa, Radio Fórmula, Univisión y otros. También se convirtió en uno de los libros más populares en el mercado pirata.